# Charles McLean Andrews

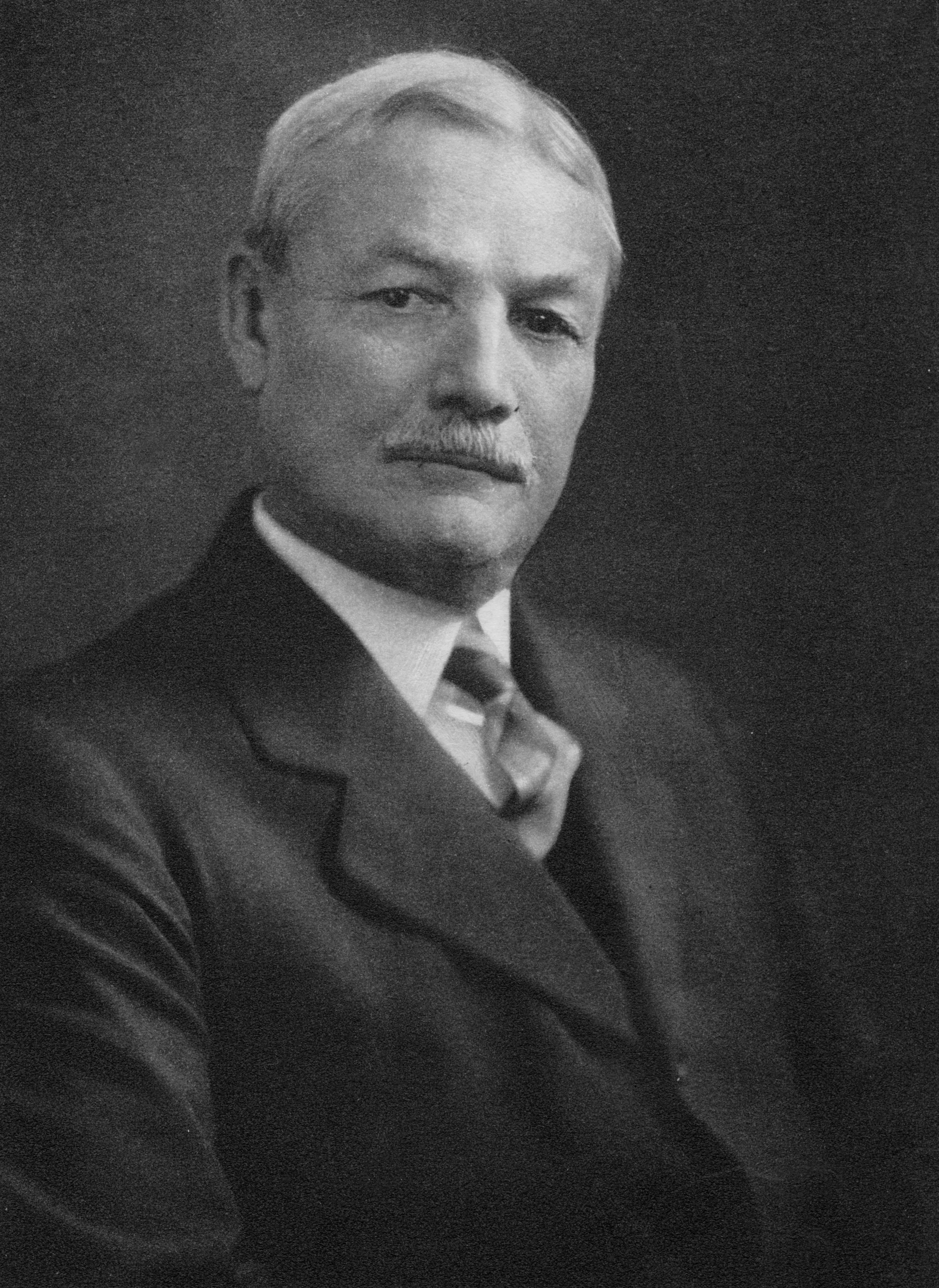
Charles McLean Andrews

Charles McLean Andrews (* 22. Februar 1863 in Wethersfield, Connecticut; † 9. September 1943 in New Haven, Connecticut) war ein US-amerikanischer Historiker und Hochschullehrer.

## Biografie
Nach dem Schulbesuch studierte er zunächst am Trinity College in Hartford und schloss dieses Studium 1884 mit einem Bachelor of Arts (B.A.) ab. Nach einem anschließenden postgradualen Studium an der Johns Hopkins University, das er 1889 mit einem Philosophiae Doctor (Ph.D.) beendete, nahm er einen Ruf als Professor am erst 1885 gegründeten Bryn Mawr College an.
Nachdem er bis 1907 am Bryn Mawr College unterrichtete, war er zwischen 1907 und 1910 Professor an der Johns Hopkins University. Im Anschluss war er von 1910 bis zu seiner Emeritierung 1931 Professor für die Geschichte Amerikas an der Yale University.
Andrews, der Mitglied von Phi Beta Kappa war, war darüber hinaus auch Mitglied der American Academy of Arts and Letters (1937), der American Academy of Arts and Sciences (1918), der Royal Historical Society sowie der American Philosophical Society. Außerdem fungierte er zwischen 1924 und 1925 als Präsident der American Historical Association.

## Ehrungen
- 1935 Pulitzer-Preis in der Kategorie Geschichte für The Colonial Period of American History.[1]

## Veröffentlichungen (Auswahl)
- The Old English Manor. A Study in English Economic History. Johns Hopkins University Press, Baltimore MD 1892, Digitalisat.
- Historical Development of Modern Europe from the Congress of Vienna to the Present Time. 2 Bände. Putnam's Sons, London u. a. 1896–1898;
  - Band 1: 1815–1850. 1896, Digitalisat;
  - Band 2: 1850–1897. 1898, Digitalisat.
- Contemporary Europe, Asia, and Africa (= History of all Nations. Bd. 20). Williams & Norgate, London u. a. 1902.
- A History of England. Allyn & Bacon, Boston MA u. a. 1903, Digitalisat.
- Colonial Self-Government. 1652–1689 (= The American Nation. A History. Bd. 5). Harper & Brothers, New York NY u. a. 1904, Digitalisat.
- British Committees, Commissions, and Councils of Trade and Plantations, 1622–1675 (= Johns Hopkins University Studies in Historical and Political Science. Series 26, Nr. 1/2/3, ISSN 0075-3904). The Johns Hopkins Press, Baltimore MD 1908, Digitalisat.
- The Colonial Period (= The Home University Library of Modern Knowledge. Nr. 47, ZDB-ID 986189-0). Henry Holt u. a., New York NY u. a. 1912, Digitalisat.
- The Boston Merchants and the Non-Importation Movement. In: Colonial Society of Massachusetts. Transactions. Bd. 19, 1916/1917, ZDB-ID 349871-2, S. 160–259, (Auch Sonderabdruck. J. Wilson and Son, Cambridge MA 1917, Digitalisat).
- Pilgrims and Puritans (= The Chronicles of America Series. Bd. 6, ZDB-ID 2382205-3). Yale University Press u. a., New Haven CT 1919;
  - The Fathers of New England. 1919;
  - Colonial Folkways. A Chronicle of American Life in the Reign of the Georges. 1919.
- The Colonial Background of the American Revolution. 4 Essays in American Colonial History. Yale University Press u. a., New Haven CT 1924, (25th printing. Yale University Press, New Haven CT u. a. 1978, ISBN 0-300-00004-9).
- The Colonial Period of American History. 4 Bände (Bd. 1–3: The Settlements. Bd. 4: England's Commercial and Colonial Policy.). Yale University Press u. a., New Haven CT 1934–1938, (Mehrere Nachdrucke).
- The Rise and Fall of the New Haven Colony (= Tercentenary Commission of the State of Connecticut, Committee on Historical Publications. 48, ZDB-ID 2243098-2). Yale University Press, New Haven CT 1936.